# Clube Pequeninos do Jockey
O Clube Pequeninos do Jockey, ou simplesmente Pequeninos do Jockey, é um clube de futebol infanto-juvenil brasileiro sediado no distrito da Vila Sônia, na Zona Oeste de São Paulo. Esse é um dos clubes mais tradicionais e vencedores de categorias de base do Brasil, vencendo diversas competições internacionais e com vários futebolistas renomados passando pelo clube como Edu Manga, Tonhão, André Luiz, Júlio Baptista, Fábio Santos e Zé Roberto. Tem como os seus dois grandes lemas “Bom de bola, melhor na escola!” e “O que fazemos não dá dinheiro; mas dá futuro!”.

## História

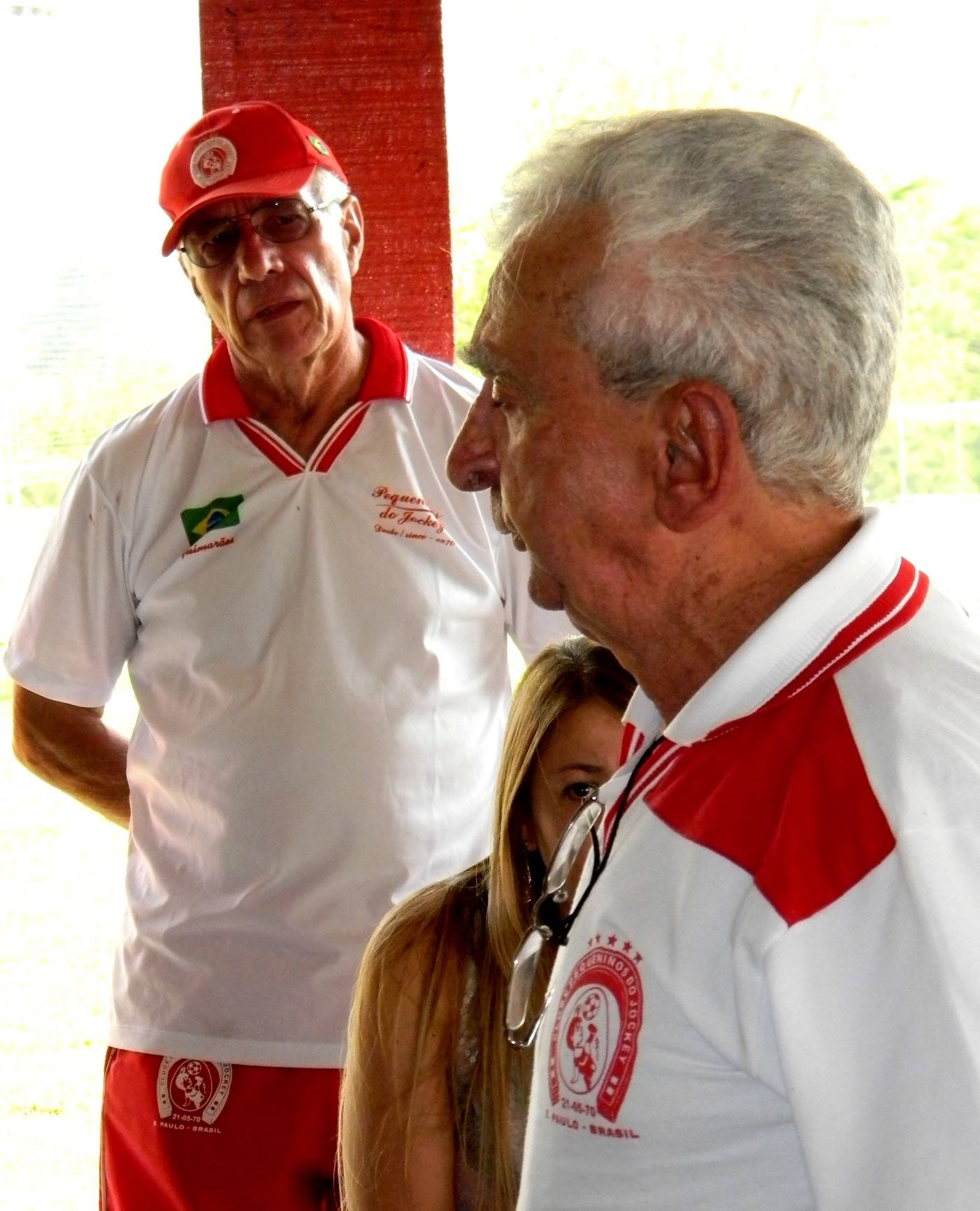
O fundador José Guimarães Júnior, mais conhecido como "Seu Guima"

O José Guimarães Júnior praticava corrida de cavalos no Jockey Club de São Paulo, porém teve de parar após um acidente  enquanto domava um cavalo em agosto de 1961, após o ocorrido ele passou a atuar na parte administrativa do Jockey Club, e passou a ter como hobbie ser treinador de futsal. Em 1969, durante uma partida da associação dos joqueanos, Guimarães, solicitou um tempo técnico, um jogador no banco de reservas disse diretamente ao treinador que “não sabia nada de futebol”, após essa fala Guimarães ficou revoltado e se motivou a montar um time infantil, tendo como intenção inicial dar aulas de futebol para crianças que eram sócias do Jockey Club de São Paulo.

A estreia do time foi em março de 1969, na quadra de futsal do Jockey, na Rua Henrique da Cunha, nº 130, ao lado do Jockey Club contra o C. A. Ypiranga, resultando em uma vitória de 5 a 2. Um mês depois, as cinco crianças da primeira formação do Pequeninos do Jockey enfrentaram seu primeiro torneio no Assai Clube, na Vila Olímpia. Em fevereiro de 1970, foi criado o campeonato estadual infantil pelo DEFE (Departamento de Educação Física e Esportes). O Pequeninos do Jockey - ainda composto só por filhos de funcionários do Jockey - contava então com 14 meninos, na categoria “dentinho” (12 anos). Ao final daquele primeiro campeonato do DEFE, a agremiação já somava 22 atletas. O único meio de transporte para o time era o “fusca” branco modelo 1967, que Guimarães adquiriu de um consórcio, em sociedade com sua esposa.

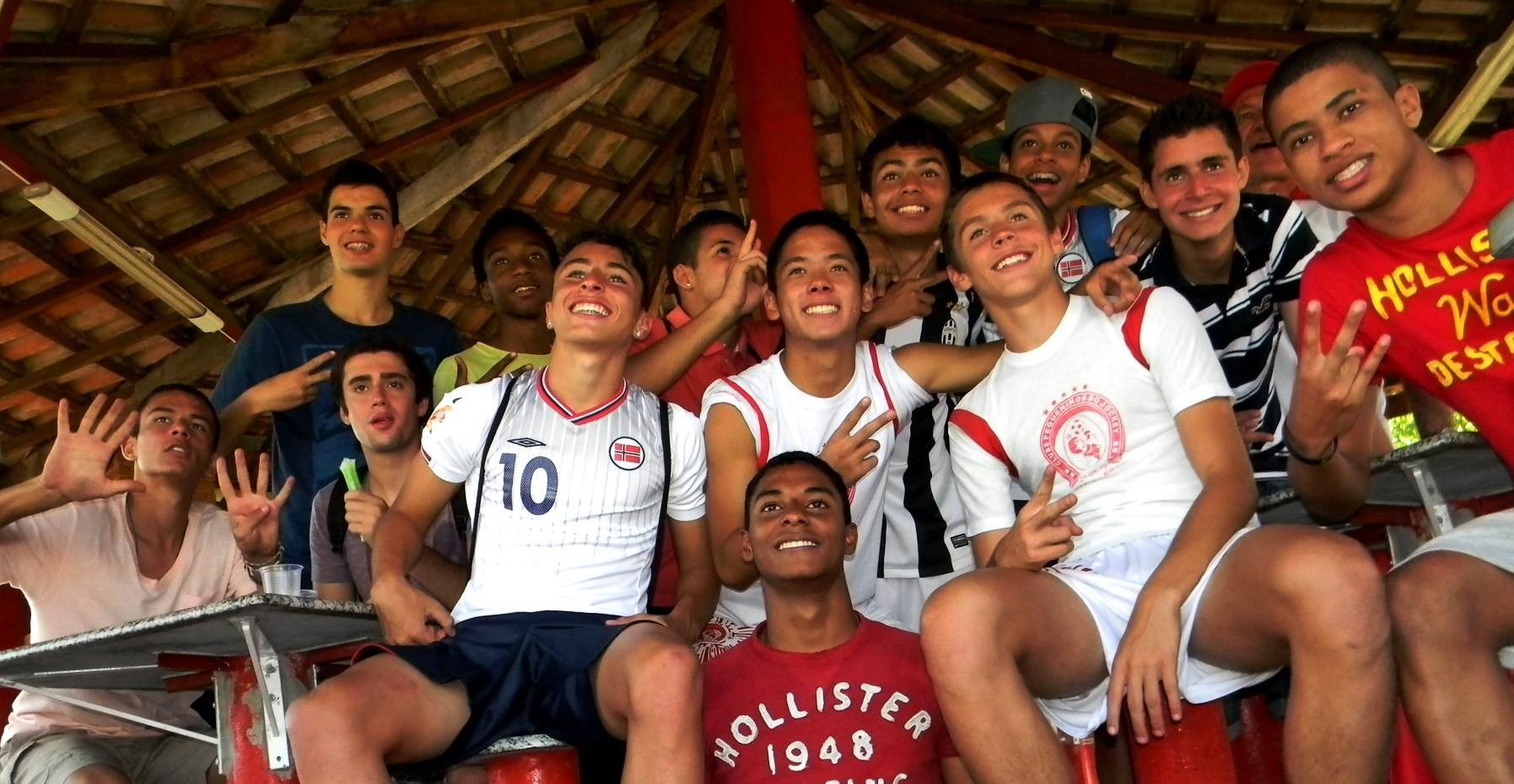
Time do Pequeninos do Jockey em 1997

O clube foi oficialmente fundado em 21 de maio de 1970, recebendo o atual nome “Pequeninos do Jockey”, que foi recuperado de uma iniciativa de José Carlos Pinto Ricci, que batizou a entidade em 1962, tendo que abandonar o projeto por não haver apoio.
Em 1978, o Pequeninos do Jockey venceu o seu primeiro título relevante, o Campeonato Estadual do DEFE. A conquista do Campeonato do DEFE de 1978 valeu como prêmio uma excursão ao Paraná, Santa Catarina e Rio Grande do Sul. Na cidade de Blumenau, os Pequeninos golearam o Palmeiras de Blumenau por 5 a 0. Dias depois, em pleno Estádio Olímpico, em Porto Alegre, o time venceu o Grêmio por 3 a 1.
Na década de 1980, o clube começou a disputar disputar diversos torneios internacionais na América do Sul e Europa. Em ano de 1981, os “vermelhinhos” em São Carlos, no interior de São Paulo, venciam a sua primeira taça internacional, conquistada após uma vitória por 2 a 0 contra o Olympia, do Paraguai.

## Ex-jogadores
- Alessandro da Silva
- André Luiz Moreira
- Araruna
- Aritana
- Babù
- Darcy Marques
- Diogo
- Diogo Rangel
- Edu Manga
- Fabinho Souza
- Fábio Santos
- Felipe Ribeiro
- Gustavo Vagenin
- Júlio Baptista
- Júlio Santos
- Liziero
- Luizão
- Menta
- Nílton
- Pavão
- Picon
- Ramon Saro
- Régis
- Serginho Fraldinha
- Tata
- Tiago Azulão
- Tonhão
- Valter Tomaz Júnior
- Vinícius Kiss
- Wendel
- Weverson
- Zé Roberto